# Cavmont Capital Bank
Cavmont Capital Bank ist eine Aktiengesellschaft in Sambia. Ihr Hauptsitz ist in Lusaka, Mukuba Pension House. Sie unterhält Filialen in Lusaka, Chingola, Ndola, Kitwe, Mbala, Mpulungu und Mansa. Die Zahl der Mitarbeiter liegt etwa bei 40.
Cavmont Capital Bank ist eine Fusion vom 1. Januar 2004 der Cavmont Merchant Bank Ltd und der New Capital Bank Plc, die beide 1992 gegründet worden sind. Kontrolliert wird die Cavmont Capital Bank durch die Cavmont Capital Holdings Zambia, die zur Cavmont Gruppe in London gehört, einer Investmentgesellschaft für Finanzdienste in und für Afrika, die schon an den beiden fusionierenden Banken über 80 Prozent des Kapitals hielt.
Die Cavmont Capital Bank ist auf die Kreditvergabe an Leute mit geringem Einkommen, kleine und mittlere Unternehmen zugeschnitten. Die Gebühren der Bank sind geringer als landesüblich. Das Kapital der Bank ist mit etwa 600.000 Britischen Pfund allerdings nicht sonderlich hoch. Kredite werden in Höhen zwischen einer und 25 Millionen Kwacha vergeben, also US-$ 250 bis 6.250, und sind innerhalb längstens 24 Monaten zu tilgen.